# 1972 en musique classique
| \| • Retour à la chronologie générale de la musique classique • \| |
| Grèce • Rome • Haut Moyen Âge • VIIIe siècle • IXe siècle • Xe siècle • XIe siècle XIIe siècle • XIIIe siècle • XIVe siècle • XVe siècle • XVIe siècle • XVIIe siècle XVIIIe siècle • XIXe siècle • XXe siècle • XXIe siècle |
| • Retour à la chronologie générale de la musique classique • |

| Années en musique classique : 1969 - 1970 - 1971 - 1972 - 1973 - 1974 - 1975    |
| Décennies en musique classique : 1940 - 1950 - 1960 - 1970 - 1980 - 1990 - 2000 |

## Événements

### Créations
- 8 janvier : La Symphonie no 15 en la mineur de Dmitri Chostakovitch, créée à Moscou par l'Orchestre symphonique de la radio et de la télévision sous la direction de Maxime Chostakovitch.
- 22 juin : La Symphonie no 3 de Michael Tippett, créée à Londres sous la direction de Colin Davis.
- 12 juillet : Taverner, opéra de Peter Maxwell Davies, créé à Covent Garden sous la direction de Edward Downes.
- 21 septembre : La Symphonie no 3 d'Arvo Pärt, créée à Tallinn par l'Orchestre symphonique de la Radio estonienne sous la direction de Neeme Järvi.
- 12 octobre : Les Préludes et fugue de  Witold Lutosławski, créés à Graz pour le Steirischer Herbst Festival par l'orchestre de la radio et de la télévision de Zagreb sous la direction de Mario di Bonaventura.

### Autres
- 1er janvier : concert du nouvel an de l'orchestre philharmonique de Vienne au Musikverein, dirigé par Willi Boskovsky.

#### Date indéterminée
- Fondation du Arnold Schoenberg Chor par Erwin Ortner à Vienne.
- Fondation du Swedish Chamber Orchestra.
- Fondation du Quatuor Doležal.
- Fondation du Deutsches Streichtrio.
- Fondation du Trio à cordes de Vienne.
- Einojuhani Rautavaara compose Cantus Arcticus (Concerto pour oiseaux et orchestre).

## Prix
- Tatjana Grindenko obtient le 1er prix de violon du Concours international de violon Henryk Wieniawski.
- Murray Perahia obtient le 1er prix du Concours international de piano de Leeds.
- Yehudi Menuhin reçoit le Léonie Sonning Music Award.
- Helmut Lachenmann reçoit le Prix Bach de la Ville libre et hanséatique de Hambourg.

## Naissances

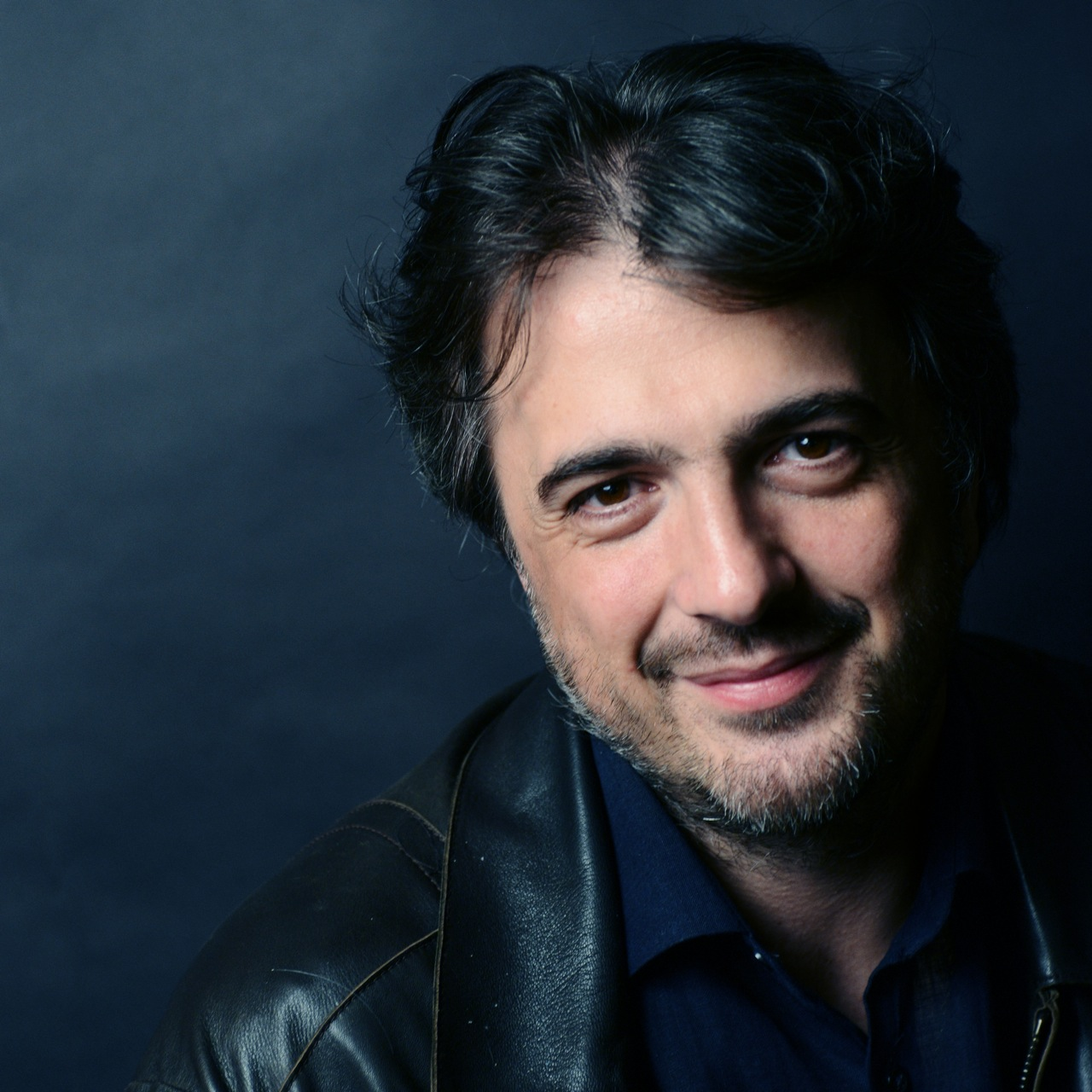
Federico Longo

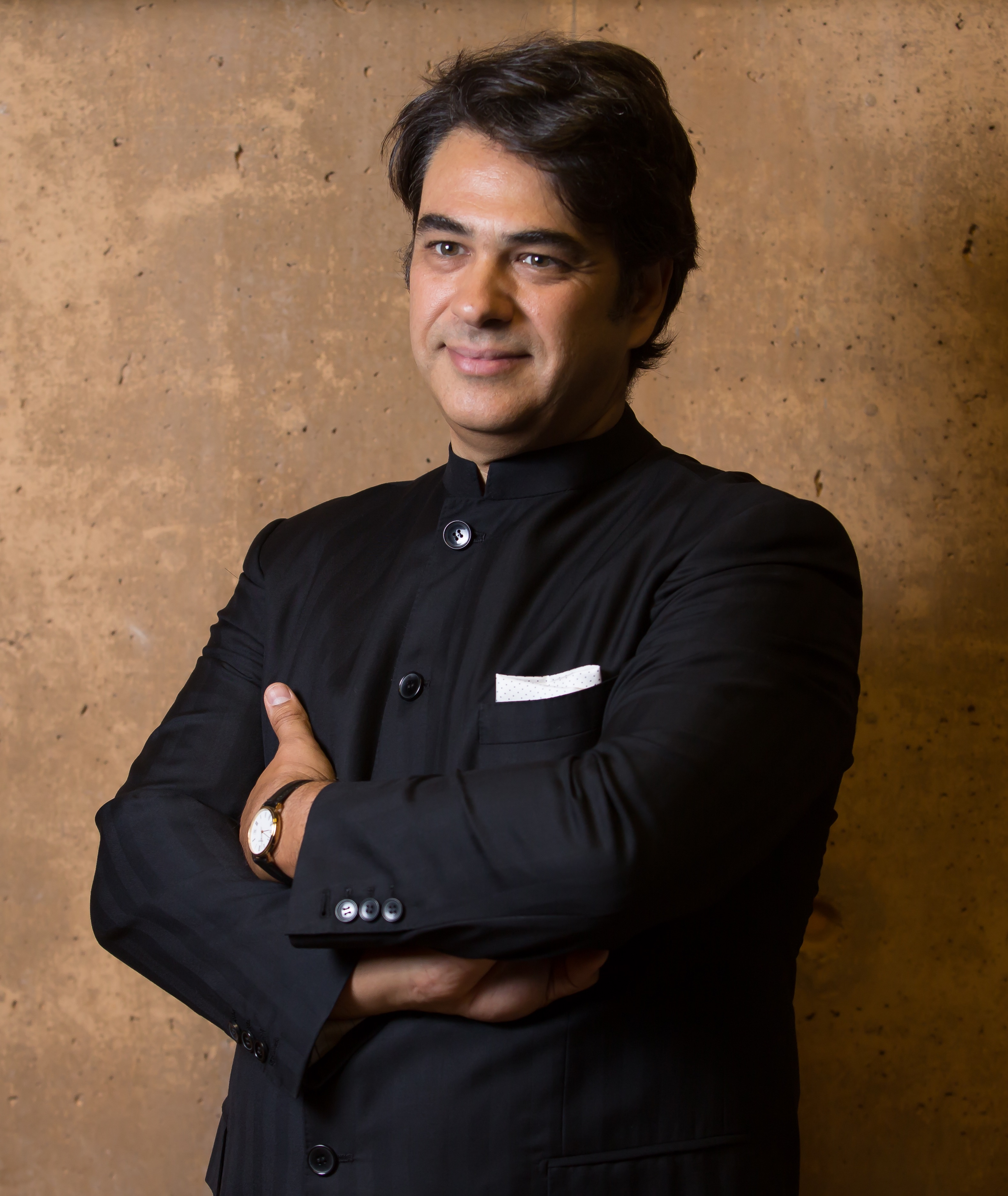
Pedro Amaral

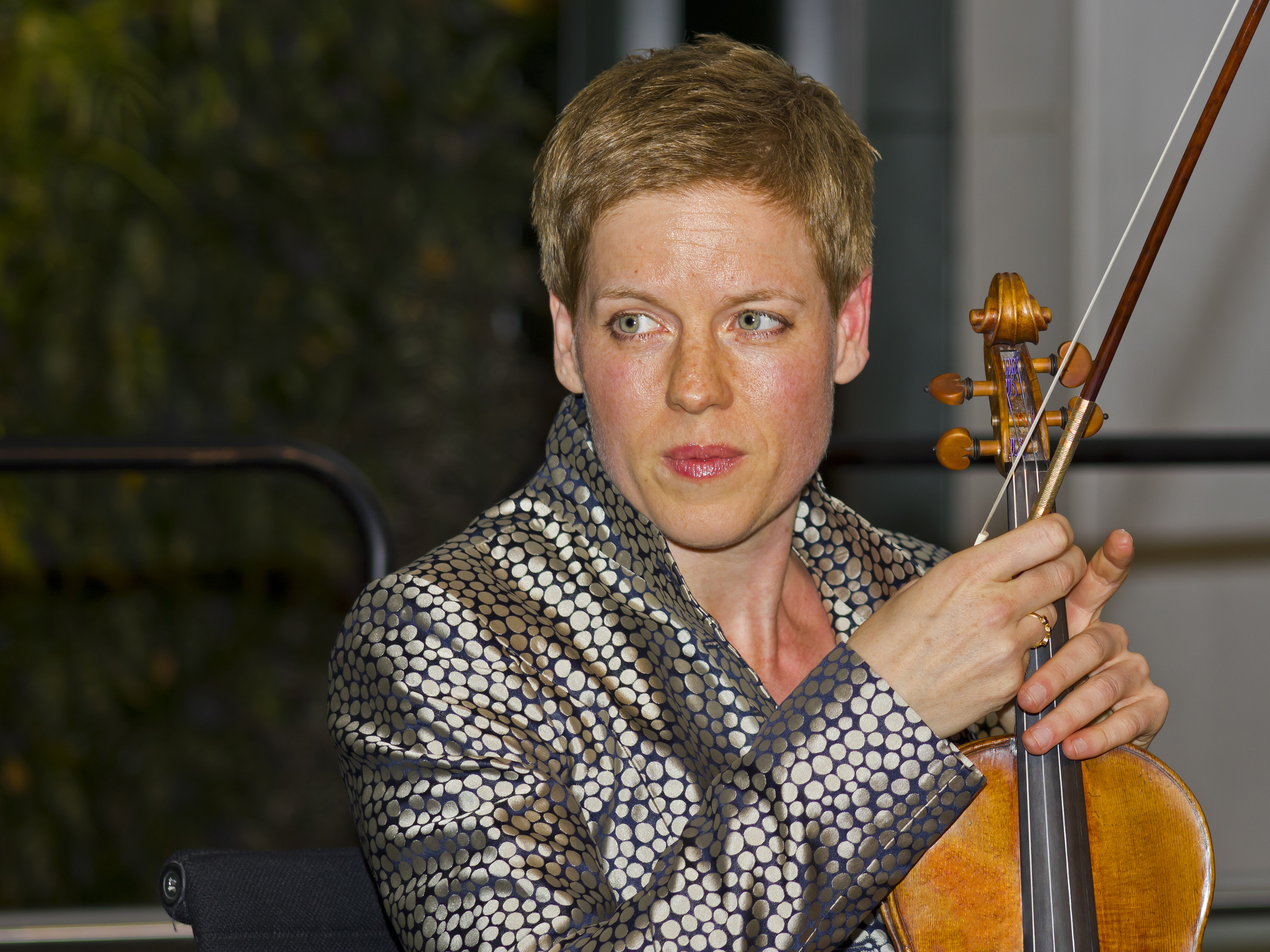
Isabelle Faust

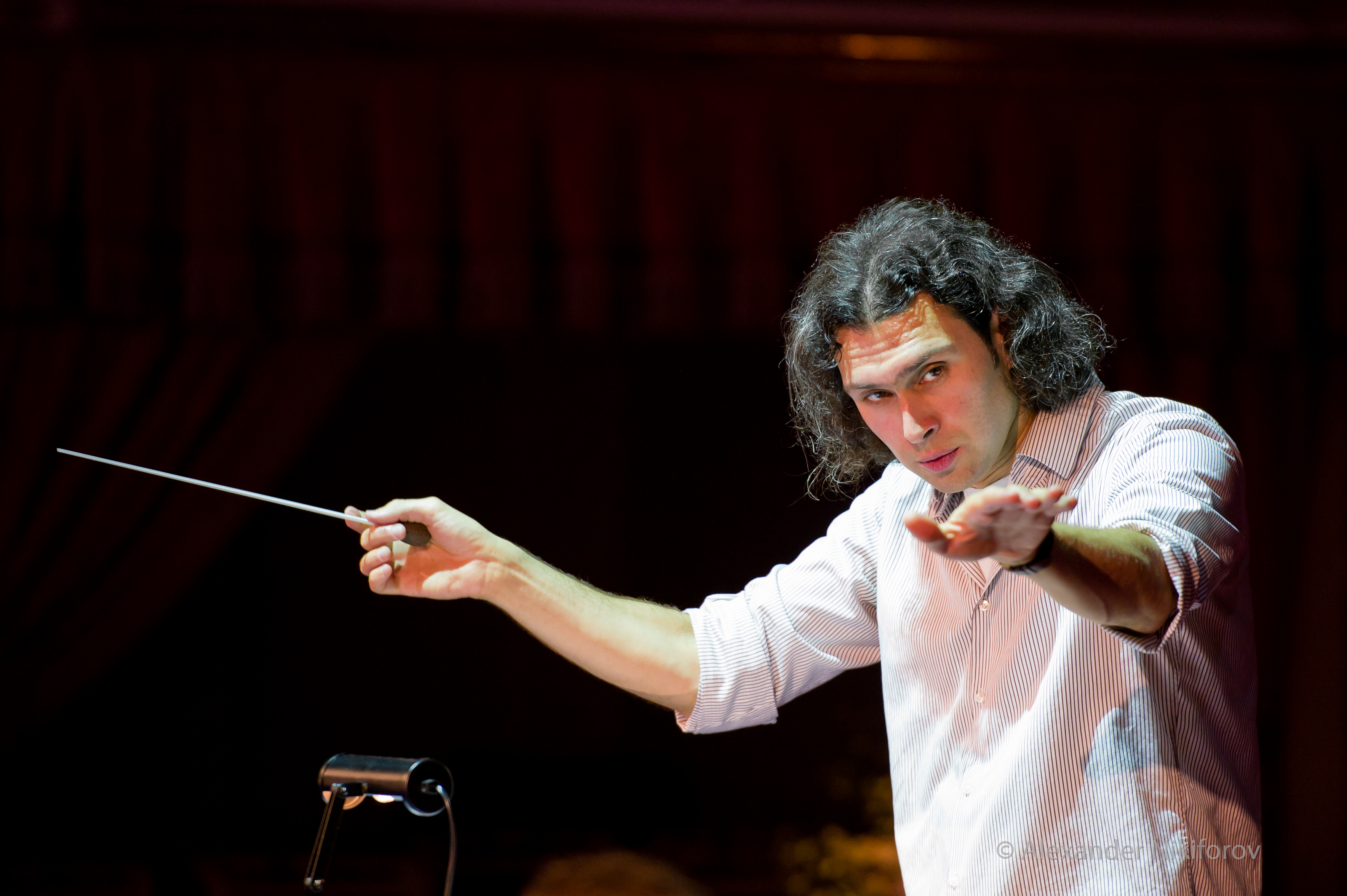
Vladimir Jurowski

- 1er janvier : Janno den Engelsman, organiste et carillonneur Néerlandais.
- 11 janvier : Julien Copeaux, compositeur de musique contemporaine français († 6 mai 2003).
- 15 janvier : Federico Longo, chef d'orchestre et compositeur italien.
- 30 janvier : Pedro Amaral, compositeur et chef d'orchestre portugais.
- 2 février : Noriko Baba, compositrice japonaise.
- 7 février : Akiko Suwanai, violoniste japonaise.
- 9 février : Christophe Marchand, compositeur et organiste français.
- 11 février : 
  - Laurent Alvaro, baryton français.
  - Kirill Petrenko, chef d'orchestre russe.
- 22 février : Rolando Villazón, chanteur d'opéra franco-mexicain.
- 24 février : 
  - Teodor Currentzis, chef d'orchestre gréco-russe.
  - Sergio Tiempo, pianiste d'origine argentine.
  - Arcadi Volodos, pianiste russe.
- 19 mars : Isabelle Faust, violoniste allemande.
- 28 mars : Xavier Dayer, compositeur suisse.
- 4 avril : Vladimir Jurowski, chef d'orchestre russe.
- 26 avril : Nikolaï Louganski, pianiste russe.
- 28 avril : Helena Tulve, compositrice estonienne.
- 11 mai : Jérôme Pernoo, violoncelliste français.
- 20 mai : Paul Lewis, pianiste britannique.
- 21 mai : Beata Bilińska, pianiste et pédagogue polonaise.
- 23 mai : Stephan Schultz, violoncelliste, chanteur et chef d'orchestre allemand.
- 13 juin : Kristjan Järvi, chef d'orchestre et compositeur estonien-américain.
- 21 juin : Serena Daolio, soprano italienne.
- 25 juin : Frédéric Pelassy, violoniste français.
- 4 juillet : Francis Jacob, organiste et claveciniste français.
- 17 juillet : Hiba Kawas, cantatrice, compositrice, enseignante et chef d’orchestre libanaise.
- 22 juillet : Sébastien Damiani, compositeur et pianiste français.
- 23 juillet : Anja Harteros, soprano allemande.
- 8 août : Anastasia Chebotareva, violoniste russe.
- 24 août : François-Gildas Tual, musicologue français.
- 26 septembre : Gabriela Lena Frank, pianiste et compositrice américaine.
- 30 septembre : François Sarhan, compositeur français de musique contemporaine.
- 4 novembre : Mariusz Kwiecień, baryton.
- 20 novembre : Marcin Łukaszewski, auteur, pianiste, théoricien de la musique et Compositeur polonais.
- 24 novembre : 
  - Lawrence Brownlee, ténor américain.
  - Rumon Gamba, chef d'orchestre anglais.
- 19 décembre : André Ristic, compositeur canadien d'origine polono-monténégrine, pianiste virtuose et chambriste.
- 21 décembre : Erwin Schrott, chanteur lyrique baryton-basse.
- 24 décembre : Pierre-Adrien Charpy, compositeur français.

### Date indéterminée
- Tomomi Adachi, artiste japonais de musique vocale et électronique, compositeur et facteur d'instruments.
- Roland Glassl, altiste allemand.
- Mira Glodeanu, violoniste d'origine roumaine.
- Grégoire Hetzel, compositeur de musique et écrivain français.
- Guigla Katsarava, pianiste et professeur de musique classique géorgien.
- Kryštof Mařatka, compositeur tchèque.
- Stéphane Rougier, violoniste français.
- Arianna Savall, harpiste et soprano espagnole.
- Ragna Schirmer, pianiste  allemande.
- Irina Titaeva, soprano dramatique franco-russe.
- Anke Vondung, mezzo-soprano allemande, chanteuse d'opéra et de lied.
- Karim Wasfi : chef d'orchestre, violoncelliste et compositeur irako- égyptien.

## Décès
- 16 janvier : Juan Ruiz Casaux, violoncelliste, chef d'orchestre et professeur de musique espagnol (° 23 décembre 1889).
- 17 janvier : Emilia Gubitosi, compositrice, pianiste et pédagogue italienne (° 3 février 1887).
- 19 janvier : Michael Rabin, violoniste américain (° 2 mai 1936).
- 20 janvier : Jean Casadesus, pianiste français (° 17 juillet 1927).
- 30 janvier : Karel Boleslav Jirák, compositeur et chef d'orchestre tchécoslovaque (° 28 janvier 1891).
- 11 février : Rudi Gfaller, compositeur et acteur autrichien (° 10 novembre 1882).
- 17 février : Gavriil Popov, compositeur soviétique (° 12 septembre 1904).
- 29 février : Franz Litschauer, chef d'orchestre autrichien (° 6 avril 1903).
- 1er mars : Vladimir Golschmann, chef d'orchestre français (° 16 décembre 1893).
- 2 mars : Erna Sack, cantatrice soprano colorature allemande (° 2 février 1898).
- 4 avril : Stefan Wolpe, compositeur d'origine allemande (° 25 août 1902).
- 12 avril : Henri Potiron, compositeur, organiste et musicologue français (° 13 septembre 1882).
- 16 mai : José Asunción Flores, compositeur paraguayen (° 27 août 1904).
- 19 mai : 
  - Germaine Hoerner, cantatrice française soprano (° 26 janvier 1905).
  - Rito Selvaggi, compositeur et chef d'orchestre italien (° 22 mai 1898).
- 19 juin : Helge Rosvaenge, ténor danois (° 29 août 1897).
- 30 juin : Francisco de Madina, compositeur espagnol (° 29 janvier 1907).
- 10 juillet : Jean Madeira, cantatrice contralto américaine (° 14 novembre 1918).
- 22 juillet : Pavel Bořkovec, compositeur et professeur de musique tchèque (° 10 juin 1894).
- 28 juillet : Helen Traubel, soprano américaine (° 16 juin 1899).
- 2 août : Vadim Borissovski, altiste soviétique (° 19 janvier 1900).
- 13 août : Hans von Benda, chef d'orchestre allemand († 22 novembre 1888).
- 14 août : Augustin Duques, clarinettiste classique français ayant fait sa carrière aux États-Unis (° 3 mars 1898).
- 15 août : Alf Hurum, compositeur et peintre norvégien (° 21 septembre 1882).
- 22 août : Yvonne Gall, cantatrice française soprano (° 6 mars 1885).
- 23 août : Balys Dvarionas, compositeur, pianiste et chef d'orchestre (° 19 juin 1904).
- 28 août : René Leibowitz, chef d'orchestre, compositeur, théoricien et pédagogue français d'origine polonaise (° 17 février 1913).
- 15 septembre : Ulvi Cemal Erkin, compositeur turc (° 14 mars 1906)
- 19 septembre : Robert Casadesus, pianiste français (° 7 avril 1899).
- 22 septembre : Artur Rother, chef d'orchestre allemand (° 12 octobre 1885).
- 25 septembre : Friedrich Schröder, compositeur allemand (° 6 août 1910).
- 28 septembre : Maurice Thiriet, compositeur français (° 2 mai 1906).
- 29 septembre : Richard Crooks, ténor américain (° 26 juin 1900).
- 3 novembre :
  - Mario Cazes, compositeur, chef d'orchestre et violoniste français (° 17 juillet 1890).
  - Lucile Crews, compositrice américaine (° 23 août 1888).
- 5 novembre : Lubor Bárta, compositeur tchèque (° 8 août 1928).
- 23 novembre : Élisabeth Brasseur, chef de chœur française (° 8 janvier 1896).
- 28 novembre : Havergal Brian, compositeur et critique musical britannique (° 29 janvier 1876).
- 30 novembre : Hans Erich Apostel, compositeur autrichien (° 22 janvier 1901).
- 3 décembre : Rudolf Perak, compositeur autrichien (° 29 mars 1891).
- 7 décembre : Klaus Pringsheim, chef d'orchestre, compositeur, pédagogue et critique musical allemand (° 24 juillet 1883).
- 15 décembre : Monique de La Bruchollerie, pianiste française (° 20 avril 1915).

### Date indéterminée
- Harry Isaacs, pianiste britannique (° 3 juin 1902).